# Sølvguttene

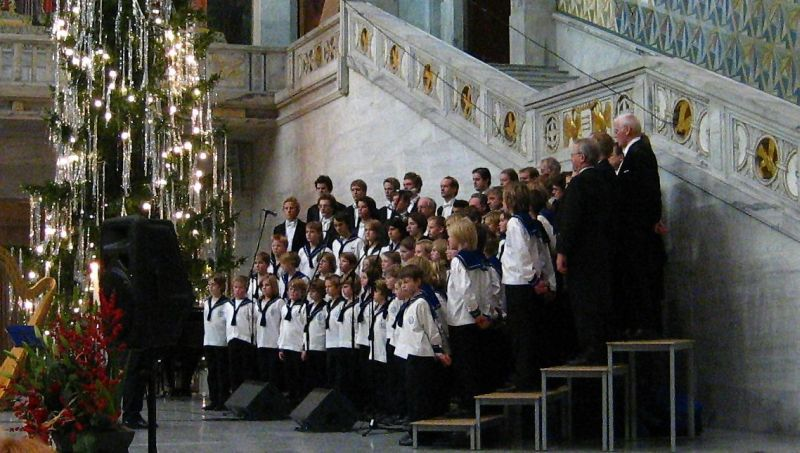
Le chœur à l'Hôtel de ville d'Oslo en 2005.

Sølvguttene (Les Garçons d’argent en norvégien) est l'ensemble choral de garçons de la Radio norvégienne (NRK). Il a été créé par Torstein Gryte en juin 1940.
Le nom Sølvguttene – Les garçons d’argent - vient des costumes en tissu argenté que le chef de chœur avait lui-même cousus en l’absence d’autres matériaux. Plus tard, ce nom est devenu synonyme du son clair des garçons de la chorale aux voix d’argent.

## Histoire
À ses débuts, le chœur répétait au domicile de Torstein Gryte à Oslo. Cependant, la NRK (Radio Nationale Norvégienne) a gracieusement offert un local dans son bâtiment. L’idée était que le chœur travaillerait en étroite collaboration avec la radio. La première représentation date de décembre 1940.
Les conditions pendant l’occupation allemande ont rendu impossible la collaboration avec la NRK. Le chœur chantait, pendant la guerre, sous la direction de son fondateur, Torstein Gryte.
En 1947 la NRK a fondé son propre chœur, dont Torstein Gryte a été nommé chef en 1951. Les deux chœurs ont coexisté jusqu’à leur fusion dans les années 1960.
En 1970 le chœur a remporté sa catégorie dans la compétition “Let the People sing” organisée par la BBC.
Depuis, Sølvguttene est une véritable institution – très populaire en Norvège avec de nombreuses apparitions à la Radio, à la Télé et aussi sur les scènes et églises de tout le pays.
Le fondateur et ancien chef de chœur Torstein Gryte (88 ans) a laissé la baguette en 2004 à Fredrik Otterstad (31 ans). Fredrik Otterstad a une formation de l’Université d’Oslo et de l’École Supérieure de Musique (Musikkhøyskolen). Torstein Gryte a été décoré pour son travail de l’ordre de St. Olav.

## Composition
Sølvguttene se compose de 65 garçons âgés de 8 à 15 ans et 25 adultes qui ont tous chanté dans le chœur dans leur jeunesse. Il compte aussi 25 garçons qui s’entrainent pour participer aux concerts. Chaque concert rassemble environ une soixantaine de participants.
Le chœur compte parmi les meilleurs du monde et est réputé pour le son merveilleux et clair des jeunes garçons plutôt que par sa perfection technique.
Le Prince héritier Håkon est son haut protecteur, après son grand-père le Roi Olav V.

## Apparitions
Les Garçons d’argent se produisent souvent lors des cérémonies officielles. Il a beaucoup voyagé dans les pays nordiques, le reste de l’Europe ainsi qu’aux États-Unis et dans les pays de la fédération de Russie.
En 1994 ils chantèrent aux Jeux olympiques de Lillehammer ainsi qu’à Caen et à Paris invités par le Gouvernement Norvégien.
Ils sont invités dans les églises et les salles les plus célèbres d’Europe :
Westminster Abbey à Londres en présence de la Reine de Norvège et du Prince Edward d’Angleterre (1996).
L’Opéra national norvégien fait appel régulièrement aux Garçons d’argent dans ses représentations :
par exemple dans La Flûte enchantée de W.A Mozart (sopranos et altos).
Leur CD, ”Julenatt” (La Nuit de Noël) parmi d’autres, a eu un immense succès, et leur représentation à Noël avec tous les hymnes traditionnels de Noël est un événement apprécié de tous les Norvégiens.
Le répertoire du chœur est très varié même si la plupart des œuvres sont des chants traditionnels religieux.
Kjell Mørk Karlsen et Knut Nystedt, tous les deux très connus en Norvège, ont composé spécialement pour eux (Missa Brevis).
Les dernières années le chœur a beaucoup voyagé :
Berlin à Noël 1998 et 1999, Pays–Bas (2000), Espagne et Islande (2002), Lituanie, Lettonie et Estonie (2005).
En 2004, Les Garçons d’argent se sont produits à la basilique Saint-Pierre de Rome et une représentation au Palazzo Vecchio à Florence.
Cette année[Quand ?] comme plusieurs fois déjà dans le passé, ils vont chanter lors de l’illumination du sapin de Noël à Piccadilly Circus à Londres, allumé cette année pour la 60e fois.
Le défi le plus important d’un chœur qui se compose des jeunes garçons est de le renouveler quand les garçons âgés de 13 à 16 ans doivent quitter le chœur à cause de la mue.
En dépit des aléas, Les Garçons d’argent (“Sølvguttene”) ont miraculeusement réussi à préserver “le son d’argent” qui fait leur réputation.